# Districtul Raman
Raman (în thailandeză รามัน) este un district (Amphoe) din provincia Yala, Thailanda, cu o populație de 91.850 de locuitori și o suprafață de 516,1 km².